# Death Race: Anarchy
Death Race: Anarchy (Originaltitel: Death Race: Beyond Anarchy) ist ein US-amerikanischer Actionfilm aus dem Jahr 2018. Die Regie führte Don Michael Paul. Der Film wurde als Direct-to-DVD-Produktion veröffentlicht. Es ist die dritte veröffentlichte Fortsetzung von Death Race (2008).

## Handlung
Eine privatisierte Sicherheitsfirma betreibt die „Sprawl“, ein riesiges Gefängnis für Männer und Frauen, in dem rund 420.000 Insassen untergebracht sind. Hier findet der beliebte, aber illegale Death Race-Wettbewerb statt, bei dem die Teilnehmer (Gefängnisinsassen) modifizierte Autos mit schweren Waffen fahren. Der neue Aufseher wurde vom Gefängnisbetreiber, „Weyland International“, beauftragt, Frankenstein, den Champion und König des Death Race, auszuschalten.
Frankenstein, der nach einem schweren Unfall entstellt nur noch mit Maske auftritt, feiert in einer Gefängnis-Bar. Ein SWAT-Team im Gefängnis versucht, ihn dort auszuschalten. Sie töten dabei mehrere Häftlinge, werden aber schließlich von Frankensteins loyaler „Insassenarmee“ in die Enge getrieben und abgeschlachtet. Frankenstein spricht mit dem Aufseher über eine der Körperkameras und droht, dass er jeden Mann töten wird, den er schicken würde, ihn umzubringen.
Per Hubschrauber werden neue Gefangene gebracht, die nach einer Einweisung in die Regeln des „Sprawl“ jeweils eine Rolle Silbermünzen erhalten. Unmittelbar nach der Landung stoßen „The Cops“, eine Gefängnisbande des Todesrennfahrers Johnny Law, auf die neuen Insassen und töten die meisten von ihnen. Nur Gipsy Rose und Connor Gibson überleben, weigern sich aber, ihre Münzen abzugeben. Sie besiegen die gesamte Bande, demonstrieren ungewöhnlich geschickte Techniken und trennen sich dann. Connor Gibson begibt sich auf die Suche nach Baltimore Bob, dessen Namen, er im Hubschrauber gehört hatte und der angeblich die Todesrennen leitet. Auf seiner Suche gerät er an Frankenstein und zwei seiner Handlanger, die er im Kampf besiegt. Nachdem Connor Baltimore Bob gefunden hat, führt dieser ihn durch das Gefängnis und sie besprechen die Rennstrecke. Sie nehmen an einem Qualifikationsspiel für das Death Race in der Death Pit teil, bei dem Motorradfahrer Hindernissen und Fallen ausweichen müssen, um zu überleben. Auch Gipsy Rose nimmt an dem Qualifikationsspiel teil und sie wird Sieger.
Am nächsten Tag erklärt Connor Baltimore Bob, dass er an einem Death Race teilnehmen möchte. Sein Qualifikationsspiel ist ein Fußweg zu einem Turm, den er erklimmen muss, um die Schlüssel für ein Auto zu erhalten. Er kämpft sich zum Turm und holt die Schlüssel, nur um festzustellen, dass er sich jetzt dem „Metzger“ stellen muss, einem riesigen Mann, der einen Vorschlaghammer und eine Sichel trägt. Nachdem Connor ihn besiegt hat, lässt Frankenstein ihn zu sich bringen und sagt ihm, dass er, wenn er das Todesrennen gewinnen sollte, König des „Sprawl“ wird und fragt ihn, ob er für diese Verantwortung bereit wäre. Unerwartet wird Connor später von Frankenstein zur Rede gestellt, der vor allen Gefängnisinsassen verrät, dass Connor Sergeant und ein Spezialist ist, der geschickt wurde, um ihn zu töten. Er erklärt, dass Connor am Death Race teilnehmen darf, aber viele sind über diesen Verrat verärgert und wünschen ihm den Tod.
Als die Death Racers an der Startlinie Aufstellung nehmen, gibt Frankenstein bekannt, dass sein neuer Co-Pilot die Gefängnisinsassin Jane sein wird, die er als „Versicherungspolice“ gegen Connor einsetzt, weil er mitbekommen hat, dass die beiden sich ineinander verliebt haben. Nachdem das Rennen gestartet ist, werden die Teilnehmer einzeln ausgeschaltet, bis nur noch Connor, Frankenstein, Johnny Law und Gipsy Rose übrig sind. Connor wird zuletzt von Baltimore Bob umgeleitet. Er macht einen nahezu unmöglichen Sprung von 250 Fuß über eine heruntergekommene Brücke und kehrt direkt hinter Frankenstein zurück. Johnny Law wird eliminiert und Gipsy Rose wird Dritter.
Während der letzten Strecke geht Connor das Benzin aus. Frankenstein dreht sich um und Jane bittet ihn, Connor nicht zu töten. Frankenstein beschießt Connor Wagen mit einer Rakete, die jedoch nicht die gewünschte Wirkung erzielt. Gipsy Rose schießt daraufhin auf Frankenstein und tötet ihn. Sie informiert Connor, dass ein Hubschrauber eintreffen wird und sie in Kürze abgeholt werden. Er erkennt, dass auch Gipsy Rose eine Spezialagentin ist. Connor, der jetzt zwischen seinem früheren und seinem neuen Leben mit Jane hin- und hergerissen ist, beschließt zu bleiben. Baltimore Bob fordert ihn nach dem Sieg des Todesrennen auf, die Maske aufzusetzen und „Frankenstein“ zu werden. Er nimmt Frankensteins Mantel und Maske und bleibt vermutlich im Sprawl.

## Produktion und Veröffentlichung
Die Dreharbeiten für den Film wurden in Bulgarien durchgeführt. Regie führte Don Michael Paul. Das Drehbuch schrieb Tony Giglio. Die Produzenten waren Bruno Levy, Harold Valentin und Aurélien Larger. Die Musik komponierte Frederik Wiedmann und für die Kameraführung war Alexander Krumov verantwortlich. Für den Schnitt verantwortlich war Vanick Moradian. Der Film kam am 2. Oktober 2018 raus. Am 30. Juli 2015 erschien der Film in einer mit der Altersfreigabe „SPIO/JK“ in Deutschland.

## Kritik
Der Filmdienst urteile, der Film sei „ein tumber Aufguss“ der Filmreihe, gefüllt mit „etlichen blutrünstigen Metzeleien und konturlosen Darstellern“. Die Laufzeit werde gestreckt „mit misogynen Nacktszenen und einfallsloser Action“.
Cinema wertete: „Ein prolliger Brutalo-Mix aus Mad Max, Fast & Furious und Die Klapperschlange. In der Knastzone Weyland regiert Soziopath Frankenstein. Beim nächsten illegalen Autorennenkrieg stehen 100 000 Dollar auf dem Spiel. Die machtlose Obrigkeit schleust Agent John Gibson (Zack McGowan) in den Moloch… Das ist eine Dröhnung aus expliziter Abschlachterei mit exzessiver Fleischbeschau und prolligen Sprüchen. Immerhin: Ein paar der Actionstunts rocken!“
In einer DVD-Beurteilung hieß es: „Death Race – Anarchy ist, wie die gesamte Reihe, filmisches Fast Food. Wer einen anspruchsvollen, neue Impulse setzenden Actionfilm mit einem ausgeklügelten Plot und versierten Schauspielern, die zwischen aufwändigen, hochbudgetierten Actionszenen aufschlussreiche Dialoge aufsagen, erwartet, wird hier enttäuscht werden. Wer einen ordentlichen B-Actionfilm erwartet, der einem wahlweise den wohlverdienten Feierabend oder einen biergetränkten Filmabend mit Freunden versüßt, ist hier richtig!“